# Strimhättemossa
Strimhättemossa (Orthotrichum affine) är en bladmossart som beskrevs av Schrader och Bridel 1801. Strimhättemossa ingår i släktet hättemossor, och familjen Orthotrichaceae. Arten är reproducerande i Sverige. Inga underarter finns listade i Catalogue of Life.

## Bildgalleri

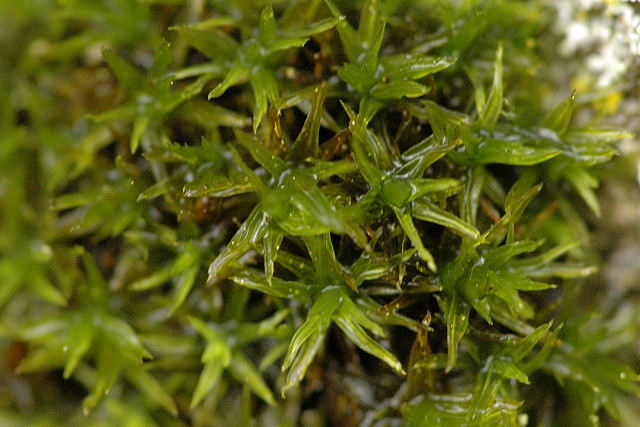
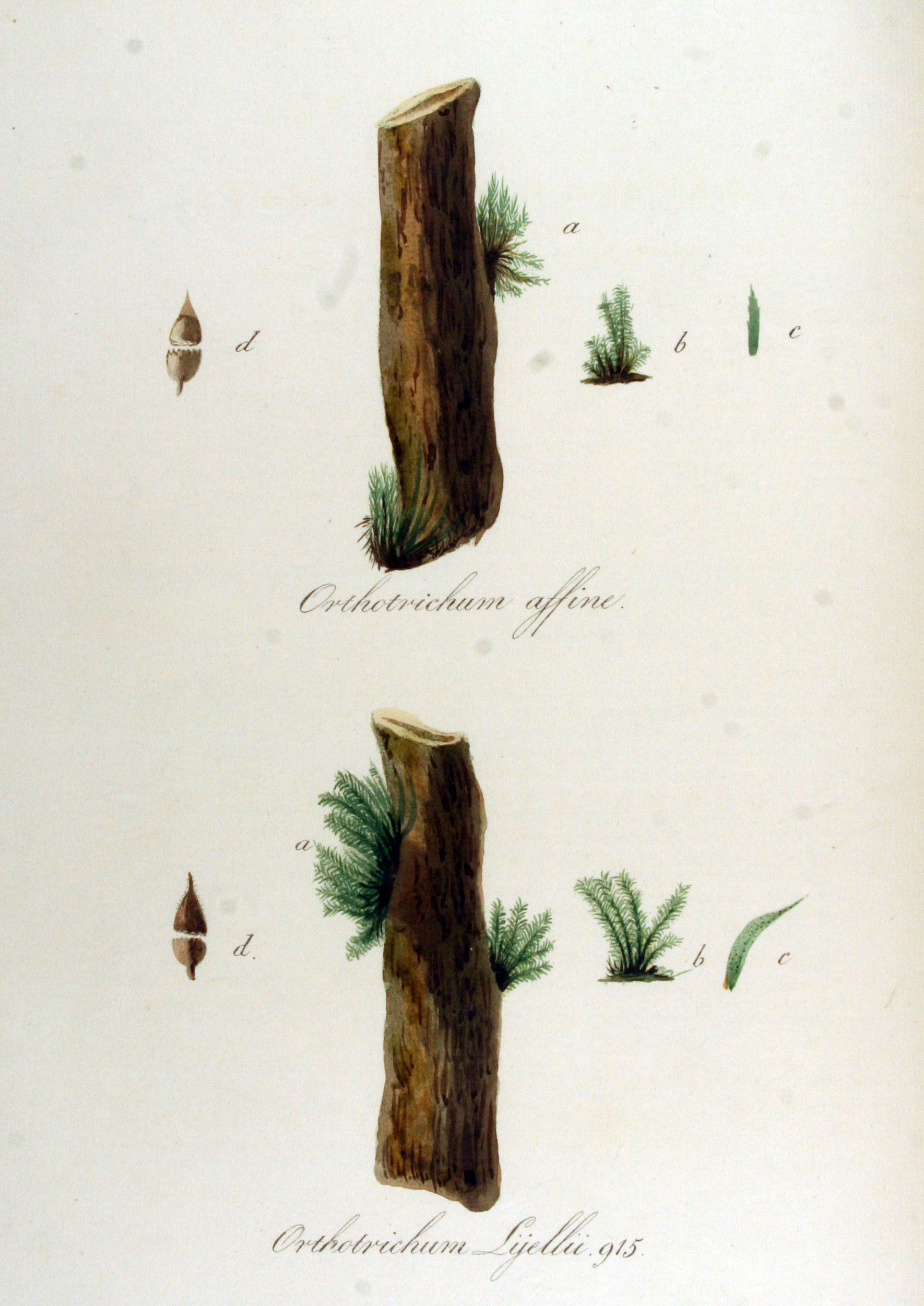
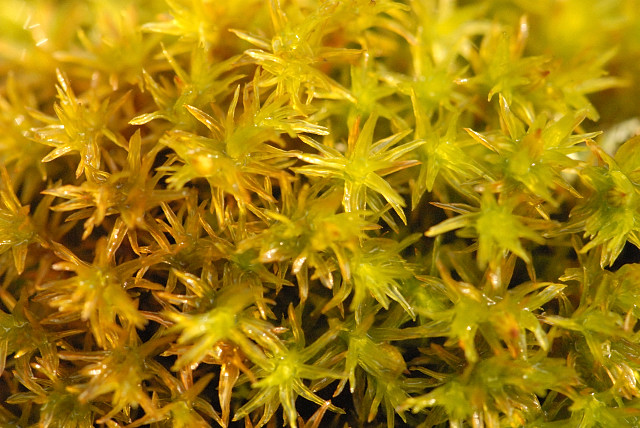